# Província do Sul (Serra Leoa)
Província do Sul (em inglês: Southern) é uma província da Serra Leoa. Sua capital é a cidade de Bo.

## Distritos
- Bo
- Bonthe
- Moyamba
- Pujehun